# Sad asz-Szazili

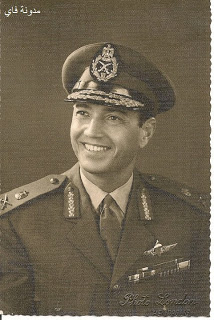

Sad asz-Szazili (ur. 1 kwietnia 1922 w Szubratanie, zm. 10 lutego 2011 w Kairze) – egipski wojskowy i dyplomata. Współtwórca egipskich wojsk spadochronowych i jeden z dowódców sił arabskich w wojnie Jom Kipur (w jej początkowej fazie).

## Życiorys

### Kariera wojskowa
Ukończył Akademię Wojskową w Kairze. W latach 1943–1948 służył w gwardii królewskiej. W wojnie izraelsko-arabskiej 1948-1949 był dowódcą plutonu. W 1954 został komendantem szkoły wojsk spadochronowych w Kairze i pozostawał na tym stanowisku przez trzy lata. Następnie od 1956 do 1958 dowodził batalionem wojsk spadochronowych. W latach 1960–1961 dowodził kontyngentem Zjednoczonej Republiki Arabskiej w ramach misji ONZ w czasie kryzysu w Kongo. Następnie wyjechał do Londynu jako egipski attaché wojskowy i pozostał na stanowisku przez dwa lata.
W 1967 wrócił do Egiptu, by stanąć na czele egipskich wojsk specjalnych. W wojnie sześciodniowej, zakończonej klęską Egipcjan, jego oddziały nie poniosły większych strat. Od 1970 do 1971 dowodził okręgiem Morza Czerwonego, zaś 16 maja 1971 mianowano go szefem sztabu egipskich sił zbrojnych.
Według niektórych źródeł był głównym autorem manewru przekroczenia przez wojska egipskie Kanału Sueskiego i zdobycia izraelskiej linii obronnej Bar- Lewa w wojnie Jom Kipur, inni autorzy przypisują jego autorstwo gen. Muhammadowi Abd al-Ghaniemu al-Dżamasiemu. On też zastąpił asz-Szaziliego na stanowisku szefa sztabu, gdy między asz-Szazilim i prezydentem Egiptu Anwarem as-Sadatem, początkowo odnoszącym się do niego przychylnie, pojawiły się poważne różnice zdań w sprawie dalszego prowadzenia wojny. Asz-Szazili był skonfliktowany również z dwoma kolejnymi ministrami obrony Egiptu: Muhammadem Sadikiem oraz Isma'ilem Alim. Anwar as-Sadat (według niektórych świadectw właśnie na wniosek Alego) usunął go z wojska i mianował ambasadorem Egiptu w Wielkiej Brytanii, a następnie w Portugalii. Od 1978 asz-Szazili przebywał w Algierii na emigracji.

### Kontrowersje wokół wspomnień. Powrót do Egiptu
Przygotowaniu i przeprowadzeniu operacji w pierwszych dniach wojny Jom Kipur poświęcił wydaną w 1980 pracę The Crossing of the Suez, za wydanie której był in absentia sądzony przez sąd wojskowy i skazany na trzy lata więzienia, pozbawiony praw obywatelskich, a jego majątek podległ sekwestrowi. Oskarżony o ujawnienie tajemnicy wojskowej, twierdził, że stawiane mu zarzuty były typowo polityczne - w pracy silnie krytykował as-Sadata. Sugerował, że to jego decyzje, sprzeczne z jego planami, doprowadziły do klęsk Egipcjan w drugiej fazie wojny. Asz-Szazili zdecydował się na powrót do Egiptu w 1992 i natychmiast na lotnisku został aresztowany i osadzony w zakładzie karnym. Usiłował doprowadzić do uznania wyroku z 1980 za niekonstytucyjny, co zakończyło się niepowodzeniem. Po wyjściu z więzienia w 1995 wydał pracę The Arab Military Option, w której analizował możliwości armii izraelskiej oraz armii czołowych krajów arabskich. Przekonywał, że sprawiedliwe (według Arabów) rozstrzygnięcie konfliktu izraelsko-arabskiego będzie mogło zostać osiągnięte jedynie z pozycji siły. Zamieszkał na stałe w Kairze, okazjonalnie publikuje swoje komentarze w prasie arabskiej i zagranicznej.